# 范布倫 (緬因州普查規定居民點)
范布倫（英語：Van Buren）是位於美國緬因州阿魯斯圖克縣的一個普查規定居民點。

## 人口
根據2020年美國人口普查的數據，范布倫的面積為12.04平方千米，當中陸地面積為11.20平方千米，而水域面積為0.84平方千米。當地共有人口1809人，而人口密度為每平方千米150.25人。